# Longlegs
Longlegs är en amerikansk skräckfilm från 2024. Filmen är regisserad av Oz Perkins, som även skrivit filmens manus.
Filmen hade biopremiär i Sverige den 30 augusti 2024, utgiven av Scanbox Entertainment. Filmens huvudkaraktär spelas av Nicolas Cage. 

## Handling
Filmen kretsar kring FBI-agenten Lee Harker som undersöker ett olöst fall med en seriemördare, vilket leder henne in i den ockulta världen.

## Rollista (i urval)
- Maika Monroe – Lee Harker
- Nicolas Cage – Longlegs
- Alicia Witt – Ruth Harker
- Blair Underwood – Agent Carter